# Château de Knappogue
Le château de Knappogue (irlandais : Caisleán na Cnapóige) est une maison-tour, construite en 1467 et agrandie au milieu du XIXe siècle, située dans la paroisse de Quin, dans le comté de Clare, en Irlande.

## Histoire
Le château d'origine est construit en 1467 par Seán Mac Conmara (anglicisé MacNamara), fils de Síoda Mac Conmara, et est un bon exemple de maison-tour de la fin du Moyen Âge. Le nom du château se traduit par « château du lieu regorgeant de petites collines ».
En 1571, le château devient le siège du clan MacNamara (Mac Conmara), les comtes de West Clancullen. Donnchadh Mac Conmara est un chef de la rébellion irlandaise de 1641 et Knappogue reste aux mains des MacNamara tout au long des guerres confédérées irlandaises des années 1640. Après la conquête cromwellienne de l'Irlande (1649-1653), il est confisqué conformément à l'Adventurers' Act et son nouveau propriétaire est un tête ronde, Arthur Smith.
Arthur Smith occupe le château de 1659 à 1661. Après la restauration de la monarchie en 1660, Knappogue est restituée à ses propriétaires MacNamara. Finalement, Francis MacNamara, haut shérif de Clare en 1789, vend le château à la famille Scott de Cahiracon en 1800 ; cette dernière entreprend d'importants travaux de restauration et d'agrandissement. En 1837, le château appartient à William Scott.
En 1855, le château est acquis par Theobold Fitzwalter Butler, 14e baron Dunboyne. Il devient le siège familial de la famille Dunboyne. Ils poursuivent les travaux de restauration des Scott, ajoutant un salon, la longue salle et une aile ouest, comprenant la tour de l'horloge et la porte d'entrée. Le remodelage est réalisé par les architectes James Pain (en) et son frère George Richard Pain (en).
Pendant la guerre d'indépendance (1919-1921), le conseil du comté de Clare tient ses réunions au château de Knappogue, où elles sont gardées par la colonne volante d'East Clare. Michael Brennan, commandant de la brigade East Clare, utilise également le château comme quartier général à cette époque.
En 1927, le domaine de Knappogue est acheté par la Commission foncière irlandaise et le château devient la possession de la famille Quinn. Le château et les terres sont ensuite achetés en 1966 par Mark Edwin Andrews, ancien secrétaire adjoint de la marine américaine, de Houston, au Texas. Lui et sa femme Lavonne (une éminente architecte américaine), en collaboration avec ce qui est alors la Shannon Free Airport Development Company (aujourd'hui Shannon Heritage) et Bord Fáilte Éireann réalisent une vaste restauration vers 1969. L'objectif est de permettre l'utilisation du château comme restaurant et résidence privée.
Leur travail permet de restituer en grande partie au château son état antérieur du XVe siècle, tout en englobant et en conservant les ajouts ultérieurs qui témoignent de l'occupation continue du château. Les Andrews ont ensuite loué une partie du château au gouvernement irlandais comme installation culturelle et touristique pour un loyer symbolique.
Shannon Development achète le château en 1996. Aujourd'hui, le château est utilisé comme lieu de mariages et de banquets médiévaux et propose des visites guidées. Datant de 1817, le jardin est maintenant restauré dans son état antérieur. Les murs du jardin ont été réaménagés.